# A Well Respected Man
"A Well Respected Man" es una canción de la banda británica de rock The Kinks, compuesta por el líder de la banda y guitarra rítmica Ray Davies, publicada originalmente en el Reino Unido en el EP Kinda Kinks en septiembre de 1965. Se publicó como sencillo en Estados Unidos en octubre de ese mismo año, llegando al puesto número 13. 
Musicalmente marcó el comienzo de la expansión de las inspiraciones de The Kinks, adoptando mucho del Music Hall (muy visible en algunos de sus sencillos posteriores como "Dedicated Follower of Fashion" y "Mister Pleasant"). En cuanto a las letras, la canción es conocida por ser la primera en la que Ray Davies habla de la estructura social de la sociedad británica.  
Es una de las tres canciones que aparecen en la lista 500 Songs That Shaped Rock and Roll elaborada por The Rock and Roll Hall of Fame junto a "You Really Got Me" y "Lola".